# سعادى زواني
السُعادى الزواني نوع نباتي يتبع جنس السعادى من الفصيلة السعدية.

## الموئل والانتشار
موطنه الأصلي كندا